# Zespół Kehrera
Zespół Kehrera, zespół pięciu objawów, choroba wdowia – dysfunkcja seksualna rozwijająca się u kobiet w wyniku zaburzeń współżycia seksualnego.

## Przyczyny
Podstawą powstania zaburzeń jest brak zaspokojenia potrzeb seksualnych u kobiet z prawidłowym poziomem libido i do tej pory bez zaburzeń w sferze seksualnej. Do sytuacji, które mogą sprzyjać powstawaniu zespołu, należą:
- różnice w temperamencie seksualnym partnerów
- częsta nieobecność partnera
- współżycie seksualne niekończące się orgazmem
- konflikty i zaburzenia więzi partnerskiej
- zaburzenia seksualne u partnera (ograniczające lub uniemożliwiające prawidłowe współżycie seksualne)

Nawiązanie romansu przez kobietę i odbywanie prawidłowych stosunków płciowych z partnerem zastępczym nie powoduje ustąpienia objawów, gdyż u podłoża zaburzenia leży poczucie odrzucenia przez konkretnego partnera i zachowanie więzi emocjonalnej ze strony kobiety.

## Objawy
Rozwój zespołu charakteryzują dwie fazy. W pierwszej dochodzi do nadmiernego pobudzenia psychoruchowego i napięcia oraz rozdrażnienia, a zespół objawów przypomina zespół napięcia przedmiesiączkowego. Druga faza to rozwój dolegliwości somatycznych, nazywany fazą pięciu objawów. Objawy dotyczą narządów miednicy mniejszej i można je zakwalifikować do pięciu grup:
1. Bóle podbrzusza i bóle okolicy kości krzyżowej
2. Żylaki naczyń miednicy małej, warg sromowych i podudzi, poszerzenie naczyń więzadeł szerokich, rozwijające się z hemoroidów
3. Świąd sromu i pochwy, przeczulica w obrębie miednicy małej, a w niektórych przypadkach upławy
4. Obrzęk i zgrubienie macicy, brak wydzieliny szyjkowej, zaburzenia miesiączkowania
5. Pogrubienie, skurcze i bolesność więzadeł krzyżowo-macicznych

## Leczenie
Podstawą leczenia powinna być terapia partnerska i zmiana postawy partnera wobec współżycia seksualnego. W przypadku jej niepowodzenia zalecana jest metoda autostymulacji (autoerotyzmu). Jeśli pacjentka nie akceptuje masturbacji jako metody leczenia, wówczas można zaproponować farmakoterapię prowadzącą do obniżenia poziomu libido. W przypadku nawiązania nowego, satysfakcjonującego związku partnerskiego objawy zanikają samoistnie z upływem czasu.